# Alfred Hörtnagl
Alfred Hörtnagl (Matrei am Brenner, 24 settembre 1966) è un dirigente sportivo ed ex calciatore austriaco, di ruolo centrocampista.
Dal 2007 ricopre l'incarico di direttore sportivo del Rapid Vienna

## Palmarès
- Campionato austriaco: 5

Swarovski Tirol: 1988-1989, 1989-1990
Tirol Innsbruck: 1999-2000, 2000-2001, 2001-2002